# Нижнее Тимерчеево
Ни́жнее Тимерче́ево (чув. Анат Тимӗрчкасси) — деревня в Комсомольском районе Чувашской Республи. Входит в состав Тугаевского сельского поселения.

## История
История деревни начинается с первой четверти 17 века, на том месте, где сейчас расположена улица Пионерская (чуваш. Хурӑнсар), ранее был дровяной лес, в котором водились лисицы, зайцы и рябчики и куропатки. Основная часть населенного пункта располагается на правой стороне реки Хундурла.Жителями были чуваши, которые занимались земледелием. Было несколько кустарей-одиночек. Хотя деревня с перевода с чувашского на русский называется как «Кузнечное», даже в 1911 году кузницу имел только один человек.

## Экономика
На территории населенного пункта находится один магазин товаров повседневного спроса и другие у индивидуальных предпринимателей. Через Нижнее Тимерчеево проходит автомобильная дорога межмуниципального значения «Калинино — Батырево — Яльчики» — Починок-Инели — граница Республики Татарстан. Автобусное сообщение также налажено, что обеспечивает население связь с центром района и столицей Республики. Основные автобусные направления: Чебоксары — Канаш — Комсомольское — Новые Мураты, Чебоксары — Канаш — Комсомольское — Н. Б. Шигали, Чебоксары — Канаш — Бахтигильдино.